# Антонівський міст (монета)
Антонівський міст — пам'ятна, обігова монета НБУ що була введена в обіг 11 листопада 2023 — на річницю звільнення Херсону від російських окупантів.

## Опис та характеристики монети
| Номінал грн | Метал                                       | Маса, грам | Діаметр, мм. | Якість виготовлення | Гурт     | Тираж, штук |
| ----------- | ------------------------------------------- | ---------- | ------------ | ------------------- | -------- | ----------- |
| 10          | сплав на основі цинку з нікелевим покриттям | 6,4        | 23,5         | циркулейтед         | рифлений | 10 000 000  |

## Ціна
2023-90~120₴
2024-40-120₴